# Club Baloncesto Inmobanco
El Club Baloncesto Inmobanco, conocido previamente como Club Baloncesto Tempus, fue un equipo profesional de baloncesto que tuvo su sede en Madrid y Pozuelo de Alarcón. Fundado en 1978, disputó cuatro ediciones de la 1ª División, alcanzando en dos ocasiones la final de la Copa del Rey.

## Historia
El club surge en 1978 como una escisión de las categorías inferiores del Real Madrid, club del que había sido filial hasta lograr el ascenso a la 1ª División, momento en el que decidió su separeción del equipo nodriza para poder competir en la misma categoría, naciendo con la denominación de Castilla-Vallehermoso, pasando a denominarse Club Baloncesto Tempus por motivos de patrocinio. En 1980 pasó a denominarse CB Inmobanco, hasta su desaparición en 1983 tras no encontrar patrocinador, en una temporada en la que tenían plaza para disputar la Recopa de Europa. En la directiva se encontraban personajes claves del baloncesto español, como Cristóbal Rodríguez, exjugador madridista y médico de la selección española, y Raimundo Saporta.
En su corto recorrido alcanzó en dos ocasiones la final de la Copa del Rey, en 1979 y 1983, cayendo en ambas ocasiones ante el FC Barcelona.

## Trayectoria
| Temporada | Nivel | División      | Pos. | G–P     | Copa del Rey  | Competiciones europeas | Competiciones europeas | Competiciones europeas |
| --------- | ----- | ------------- | ---- | ------- | ------------- | ---------------------- | ---------------------- | ---------------------- |
| 1974–75   | 2     | 2ª División   |      |         |               |                        |                        |                        |
| 1975–76   | 2     | 2ª División   | 3º   | 14–2–8  |               |                        |                        |                        |
| 1976–77   | 2     | 2ª División   | 5º   | 15–1–12 |               |                        |                        |                        |
| 1977–78   | 2     | 2ª División   | 2º   | 22–1–7  |               |                        |                        |                        |
| 1978–79   | 1     | 1ª División   | 11º  | 9–13    | Finalista     |                        |                        |                        |
| 1979–80   | 1     | 1ª División   | 8º   | 8–3–11  | Semifinalista |                        |                        |                        |
| 1980–81   | 1     | 1ª División   | 13º  | 7–19    | 1ª ronda      | 3 Copa Korać           | R2                     | 1–3                    |
| 1981–82   | 2     | 1ª División B | 1º   | 24–2    |               |                        |                        |                        |
| 1982–83   | 1     | 1ª División   | 5º   | 16–10   | Finalista     |                        |                        |                        |

## Jugadores destacados
- Fernando Romay
- Indio Díaz
- José Manuel Beirán
- Toñín Llorente